# Austroperla cyrene
Genre
Espèce
Synonymes
- Heteroperla Hare, 1910
- Chloroperla cyrene Newman, 1845

Austroperla cyrene est une espèce d'insectes plécoptères de la famille des Austroperlidae, la seule du genre Austroperla.

## Distribution
Cette espèce est endémique de Nouvelle-Zélande.

## Publication originale
- Newman, E. 1845 : Addendum to the 'Synonymy of the Perlites', published in The annals and magazine of natural history for 1839. The Zoologist, vol. 3, p. 852-854.
- Needham, J.G. 1905 : New genera and species of Perlidae. Proceedings of the Biological Society of. Washington, vol. 17, p. 107-110 (texte intégral).